# Natsuki Takaya
高屋・奈月
Œuvres principales
- Démons et chimères
- Ceux qui ont des ailes
- Fruits Basket
- Twinkle stars

Naka Hatake, connue sous le nom de Natsuki Takaya (高屋・奈月, Takaya Natsuki), est une autrice japonaise de manga née le 7 juillet 1973 à Shizuoka, au sud de Tokyo.

## Biographie

### Enfance et formation
Naka Hatake est née en 1973 à Shizukoa.
Sa vocation de mangaka s’est manifestée dès l’école primaire, influencée par sa grande sœur,.

### Carrière
En 1991, Natsuki Takaya commence sa carrière dans la presse. 
En 1999, elle publie Fruits Basket, adapté en anime en 2001 et en 2019,. La troisième saison et saison finale de la série est diffusée à partir d'avril 2021. 
En 2022, la deuxième adaptation de Fruit Basket remporte le prix du meilleur anime de 2021.

## Œuvres
- 1991 : Sickly Boy wa Hi ni Yowai (SICKLY BOYは陽に弱い?), prépublié dans le Bessatsu Hana to Yume d'hiver[8].
- 1991 : Long Rage!, one-shot prépublié dans le Hana to Yume Planet Zoukan du 01/09/91[9].
- 1992 : Born Free, one-shot prépublié dans le Hana to Yume Planet Zoukan du 01/09/92[10].
- 1992 : Knockin' on the wall, one-shot publié dans le premier tome de Ceux qui ont des ailes.
- 1993 : La voix de mon cœur (Voice of mine), one-shot publié dans le recueil Accords parfaits.
- 1994 : Double Jeu (Double Flowers), one-shot publié dans le recueil Accords parfaits.
- 1994 - 1997 : Démons et chimères (幻影夢想, Geneimusô?), 5 volumes publiés.
- 1995 : Midori no Saidan
- 1995 - 1998 : Ceux qui ont des ailes (翼を持つ者, Tsubasa o motsu mono?), en 6 volumes.
- 1998 : Hankuko Hime, one-shot
- 1998 : Accords parfaits (僕が唄うと君は笑うから, Boku ga utau to, kimi wa warau kara?, litt. « parce que tu souris si je chante »), one-shot
- 1998 - 2006 :  Fruits Basket (フルーツバスケット, furūtsu basuketto?), en 23 volumes.
- 2007 - 2011 : Twinkle stars (星は歌う, Hoshi wa utau?), en 11 volumes.
- 2011 - en cours : Liselotte et la forêt des sorcières (リーゼロッテと魔女の森, Liselotte to Majo no Mori?)
- 2015-2019 : Fruits Basket Another en 4 volumes, suite de Fruits Basket dans le lycée Kaibara des années après.